# Дмитриев, Валентин Григорьевич
Валенти́н Григо́рьевич Дми́триев (1904, Одесса — 1987, Москва) — советский литературовед и переводчик, поэт, талантливый популяризатор.
Будучи полностью лишенным слуха, В. Г. Дмитриев всю жизнь занимался переводом на русский язык шедевров французской поэзии. Переводил, в частности, известного поэта Эжена Потье, автора «Интернационала», знаменитого пролетарского гимна. Переводы печатались в издательстве «Художественная литература» в составе различных антологий («Поэзия Франции. Век XIX» (М., 1985) и пр.). Многие переводы В. Г. Дмитриева отличаются особенной чистотой и плавностью.
Как литературовед В. Г. Дмитриев долгое время занимался изучением псевдонимов. Среди его книг, широко известных читателю — «Скрывшие своё имя: из истории анонимов и псевдонимов» (1970, 1977, 1980), «Замаскированная литература» (1973), «Придуманные имена (рассказы о псевдонимах)» (1986). Он также автор многочисленных публикаций в журналах.
Последняя книга Дмитриева — «По стране Литературии» — представляет собой собрание коротких этюдов, посвящённых писателям, отдельным произведениям, книгам, оставившим свой след в истории литературы. В ней автор также рассказывает о различных литературных мистификациях, курьёзах, пародиях.

## Сочинения
- Дмитриев В. Г. Скрывшие своё имя / В. Г. Дмитриев; Академия наук СССР. — М.: Наука, 1970. — 256 с. — 24 000 экз.
- Дмитриев В. Г. Замаскированная литература / В. Г. Дмитриев. — М.: Книга, 1973. — 128 с.
- Дмитриев В. Г. Скрывшие своё имя: (Из истории анонимов и псевдонимов) / В. Г. Дмитриев; Отв. ред. д-р филол. наук И. Г. Клабуновский; Академия наук СССР. — Изд. 2-е, доп. — М.: Наука, 1977. — 313 с. — (Литературоведение и языкознание). — 148 000 экз.
- Дмитриев В. Г. Придуманные имена (рассказы о псевдонимах) / В. Г. Дмитриев. — М.: Современник, 1986. — 258 с. — 30 000 экз.
- Дмитриев В. Г. По стране Литературии: Этюды / В. Г. Дмитриев; Художники: Татьяна и Борис Сонины. — М.: Московский рабочий, 1987.